# Lundu-Balong (A.10) jezici
Lundu-Balong (A.10) jezici, podskupina nigersko-kongoanskih jezika raširenih u Kamerunu. Pripadaju sjeverozapadnoj bantu skupini zone A, a obuhvaća 8 jezika, to su:
a) Ngoe (5) jezika: akoose [bss], bafaw-balong [bwt], bakaka [bqz], bassossi [bsi], mbo [mbo]
b. Oroko (1) jezik: Oroko [bdu]
Bonkeng [bvg]
Nkongho [nkc]

## Vanjske poveznice
- Ethnologue (14th)
- Ethnologue (15th)